# Daniel Lee (Designer)

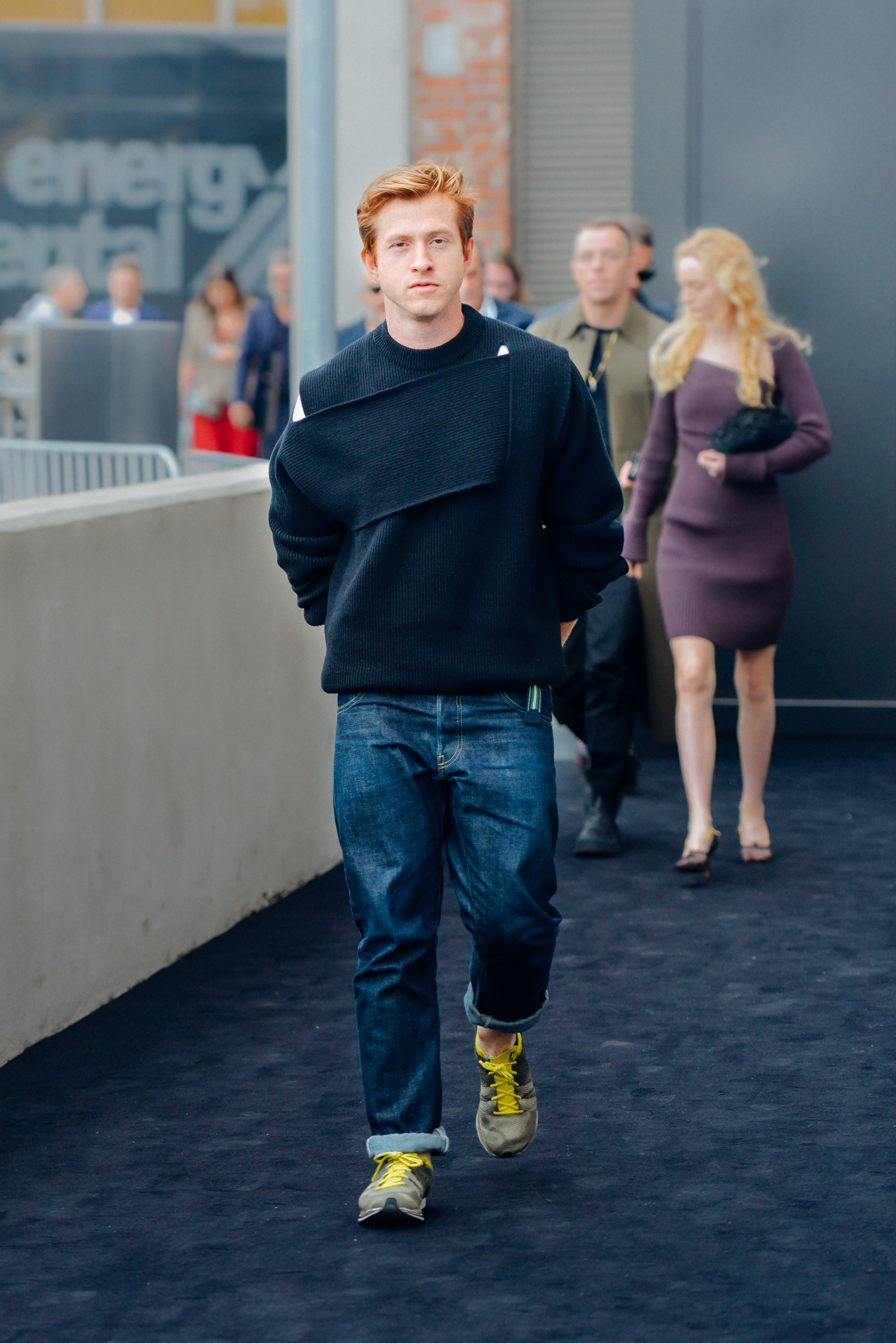
Daniel Lee, 2019

Daniel Lee (* 22. Januar 1986 in Bradford) ist ein englischer Modedesigner. Von 2018 bis 2021 war er der Creative Director der italienischen Luxusmodemarke Bottega Veneta.

## Leben
Daniel Lee wuchs in Bradford, England, auf. Sein Vater war Mechaniker, seine Mutter Büroangestellte. Daniel Lee besuchte zunächst die Dixons City Academy und machte dann seinen Master-Abschluss am Central Saint Martins College of Art and Design. Er war Praktikant bei Maison Margiela und Balenciaga und bekam nach seinem Studienabschluss im Jahr 2010 eine Stelle bei Donna Karan in New York.

## Karriere
Im Jahr 2012 verließ Daniel Lee Donna Karan und wechselte zu Céline in Paris, wo er als Mitglied des Designteams begann und schließlich zum Direktor für Konfektionsdesign aufstieg.  Er unterstützte Phoebe Philo bei der Entwicklung der minimalistischen Ästhetik, die zur boomenden Popularität der Marke führte.
Im Juni 2018 ernannte Kering Daniel Lee zum Kreativdirektor von Bottega Veneta, um dem italienischen Luxusmodehaus neuen Schwung zu verleihen und die Prêt-à-porter-Kollektion weiterzuentwickeln. Sein Ziel war zudem die Wiederbelebung der Prêt-à-porter-Kollektion für Männer und die Einführung einer Heimkollektion.
Da Daniel Lee das Team von Kunsthandwerkern beibehielt, bewahrte er den Schwerpunkt von Bottega Veneta auf gut verarbeitete, logolose und schlichte Produkte. Um Bottega Veneta zu modernisieren, vergrößerte er die Intrecciato-Designs und verlieh den Produkten der Marke mehr Hedonismus/Lustbarkeit.  Er entwarf die Pouch-Clutch-Tasche, die zur am schnellsten verkauften Tasche in der Geschichte der Marke wurde.
Die von Daniel Lee durchgeführte Transformation der Marke Bottega Veneta wird als „New Bottega“ bezeichnet.
2021 entwarf Lee Kostüme für die Tanzbiennale in Venedig.
Am 10. November 2021 gaben Bottega Veneta und Lee bekannt, dass er seinen Posten als Kreativdirektor in einer „gemeinsamen Entscheidung, die Zusammenarbeit zu beenden“, aufgeben würde.

## Auszeichnungen
- «Designer of The Year» 2019[19][20]
- «Brand of the Year» 2019[21][20]
- «Womenswear Designer of the Year» 2019[22][20]
- «Accessories Designer of the Year» 2019[22][20]